# Nicolas Jacobi
Nicolas Jacobi (13 de abril de 1987) é um jogador de hóquei sobre a grama alemão, medalhista olímpico.

## Carreira
Nicolas Jacobi integrou o elenco da Seleção Alemã de Hóquei Sobre Grama, nas Olimpíadas de 2016, conquistando a medalha de bronze.